# Hipnosis
| Recensione | Giudizio |
| ---------- | -------- |
| AllMusic   | [ 1 ]    |

Hipnosis è un doppio album discografico in studio di Jackie McLean, pubblicato dalla casa discografica Blue Note Records nel 1978.

## Tracce
Lato A
1. The Three Minors – 6:00 (Jackie McLean) – Registrato il 14 giugno 1962
2. Blues in a Jiff – 7:00 (Sonny Clark) – Registrato il 14 giugno 1962
3. Blues for Jackie – 7:45 (Autore sconosciuto) – Registrato il 14 giugno 1962

Lato B
1. Marilyn's Dilemma – 5:00 (Billy Higgins) – Registrato il 14 giugno 1962
2. Iddy Bitty – 8:10 (Jackie McLean) – Registrato il 14 giugno 1962
3. The Way I Feel – 7:00 (John Patton) – Registrato il 14 giugno 1962

Lato C
1. Hipnosis – 11:15 (Grachan Moncur III) – Registrato il 3 febbraio 1967
2. Slow Poke – 7:40 (Jackie McLean) – Registrato il 3 febbraio 1967

Lato D
1. The Breakout – 6:17 (Jackie McLean) – Registrato il 3 febbraio 1967
2. Back Home – 6:05 (Grachan Moncur III) – Registrato il 3 febbraio 1967
3. The Reason Why – 6:45 (Lamont Johnson) – Registrato il 3 febbraio 1967

## Musicisti
(Lato A e Lato B)
- Jackie McLean - sassofono alto
- Kenny Dorham - tromba
- Sonny Clark - pianoforte
- Butch Warren - contrabbasso
- Billy Higgins - batteria

(Lato C e Lato D)
- Jackie McLean - sassofono alto
- Grachan Moncur III - trombone
- Lamont Johnson - pianoforte
- Scotty Holt - contrabbasso
- Billy Higgins - batteria

Note aggiuntive
- Alfred Lion - produttore
- Registrazioni effettuate il 14 giugno 1962 e il 3 febbraio 1967 al Rudy Van Gelder Studio di Englewood Cliffs, New Jersey (Stati Uniti)
- Rudy Van Gelder - ingegnere delle registrazioni
- Bob Cato - design album
- Herb Nolan - fotografie[2]